# Paete
Paete (Bayan ng Paete) är en kommun i Filippinerna. Kommunen ligger på ön Luzon, och tillhör provinsen Laguna. Folkmängden uppgår till 23 011 invånare.
Paete är indelat i 9 barangayer.

## Bildgalleri

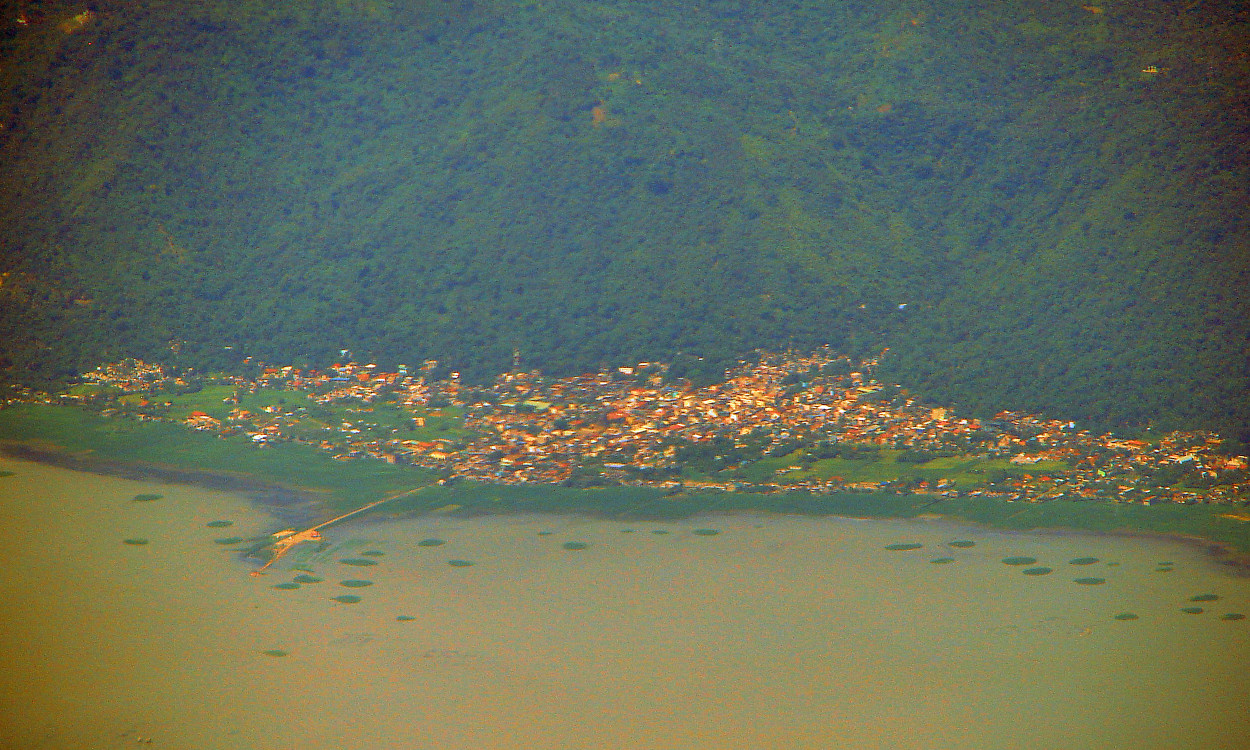
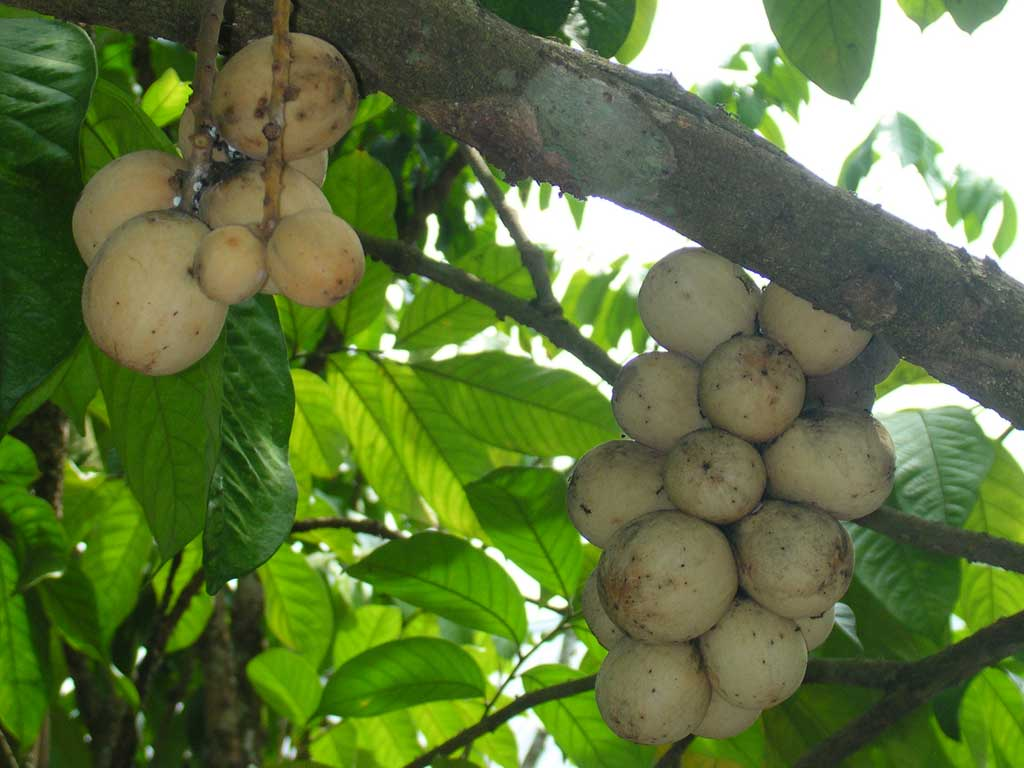
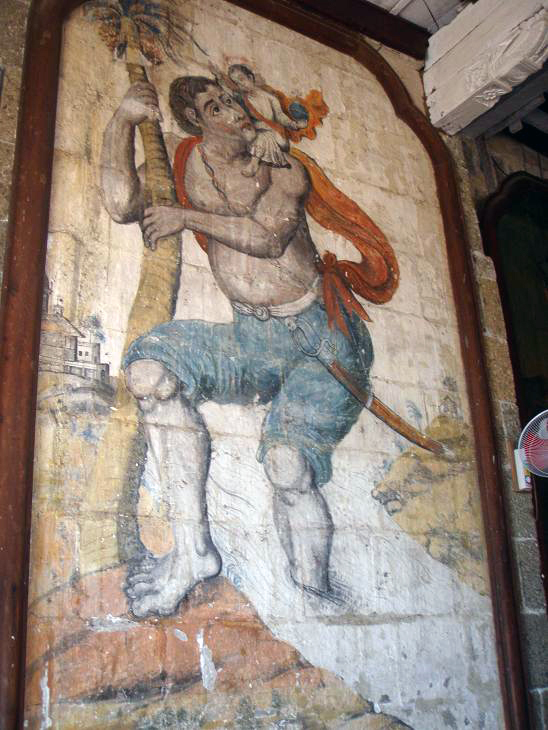
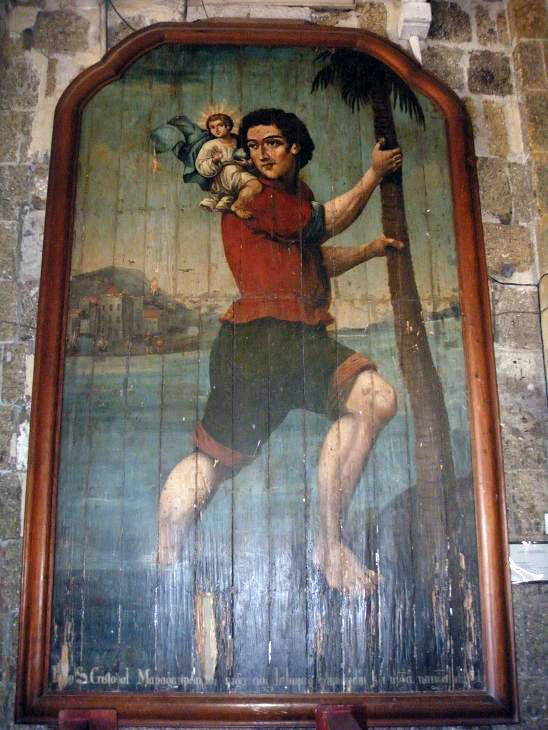